# Талобр
Талобр (фр. Talobre) — горная река на юге Франции в департаментах Дром региона Овернь — Рона — Альпы и Воклюз региона Прованс — Альпы — Лазурный Берег, приток Ле бассейна Роны.

## География
Талобр проходит по двум департаментам Воклюз и Дром, впадает в Ле. Длина реки — 10,5 км.

## Притоки
- ручей Пети-Талобр
- ручей Мар-д’О

## Пересекаемые коммуны
Тулуран пересекает территорию пяти коммун в двух департаментах.
В департаменте Дром:
- Ла-Бом-де-Транзи
- Сюз-ла-Русс

В департаменте Воклюз:
- Ришранш
- Вальреа
- Визан